# 유천호
유천호(劉天浩, 1951년 4월 7일~2024년 3월 9일)는 대한민국의 정치인이다. 제45·47·48대 인천광역시 강화군수를 지냈다. 48대 임기 중이던 2024년 3월 9일 지병으로 사망하였다.

## 학력
- 1958. 3.~1964. 2. 강화국민학교 졸업
- 1964. 3.~1967. 2. 강화중학교 졸업
- 1967. 3.~1970. 2. 강화고등학교 졸업
- 1970. 3.~1972. 2. 인천전문대학 사회체육과 졸업

## 경력
- 2003. 3.~2011. 3. 인천광역시 재향군인회 회장
- 2004. 11.~2011. 1. 인천광역시 생활체육회 회장
- 2005~2012 강화고등학교 총동문회 회장
- 2006. 7.~2010. 3. 제5대 인천광역시의회 의원
  - 2006. 7.~2008. 7. 제5대 인천광역시의회 전반기 문교사회위원회 위원장
  - 2008. 7.~2010. 3. 제5대 인천광역시의회 후반기 부의장
- 2008. 7.~2010. 6. 한나라당 인천시당 운영위원회 위원
- 한나라당 인천광역시당 지도위원장
- 강화고등학교 총동문회 회장
- 2011. 3.~2012. 8. 인천광역시 재향군인회 회장
- 2012. 4.~2014. 6. 제45대 인천광역시 강화군수
- 2018. 7.~2024. 3. 제47·48대 인천광역시 강화군수

## 범죄전력
- 사기: 징역 8월 - 1975년 12월 30일 선고[3]

### 기사화 협박으로 금품 갈취
유천호는 경기일보 기자로 근무하며 건축현장 등을 찾아다니며 위법사실을 기사화하겠다고 협박해 금품을 갈취하였다.
1992년 9월 30일 대검찰청 중앙수사부 4과는 유천호를 구속했다.
1992년 12월 17일 유천호는 공갈 혐의로 벌금 200만원을 선고받았다.

## 수상
- 2008 제27회 인천교육대상 민간인교육독지부문
- 2008 제46회 대한민국체육상 진흥부문
- 2010 제8회 중부일보 율곡대상
- 2012 국민훈장 목련장

## 가족
- 배우자: 이인헌
- 자녀: 2남

## 역대 선거 결과
|  | 35.59% |

|  | 23.87% |

|  | 39.84% |

|  | 40.71% |

|  | 43.22% |

|  | 47.33% |